# Pholcus nenjukovi
Pholcus nenjukovi là một loài nhện trong họ Pholcidae. Loài này được phát hiện ở Centraal-Azië.